# Erica labialis
Erica labialis är en ljungväxtart som beskrevs av Richard Anthony Salisbury. Erica labialis ingår i släktet klockljungssläktet, och familjen ljungväxter. Inga underarter finns listade i Catalogue of Life.